# Manětínská oblast tmavé oblohy

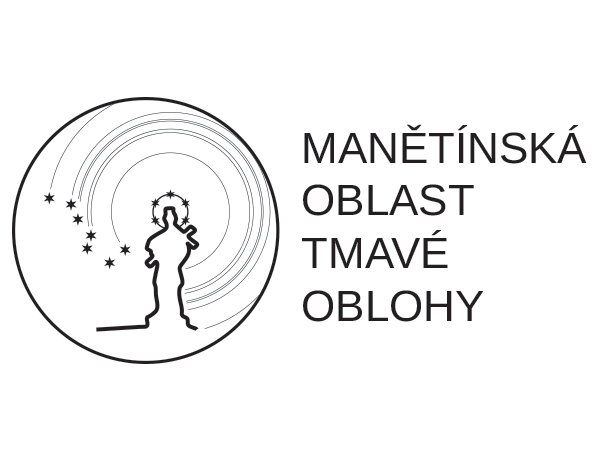
Logo oblasti zobrazuje barokní sochu typickou pro Manětínsko na pozadí stylizovaných drah hvězd Velkého vozu.

Manětínská oblast tmavé oblohy (zkráceně MOTO, anglicky: Manětín Dark Sky Park) je park tmavé oblohy. Po Jizerské a beskydské oblasti je to třetí vyhlášená oblast tmavé oblohy v České republice. Zahrnuje část Plzeňského kraje a z malé části také území Karlovarského kraje. Zapojeno je celkem 10 obcí, rozloha oblasti je 346 km2. Je zde poměrně zachovalé noční prostředí a hvězdná obloha. Na relativně velké ploše žije malý počet obyvatel (průměrná hustota osídlení je 13 obyv./km2). To je jeden z hlavních důvodů, proč je zde nízká míra světelného znečistění.  

## Vyhlášení a účel oblasti
Manětínská oblast byla vyhlášena 15. září 2014. Zakládací memorandum podepsala Česká astronomická společnost, jako garant odborného projektu. Dále memorandum podepsali zástupci dotčených obcí, na kterých se oblast rozkládá. Cílem projektu je dobrovolný závazek obcí k ochraně a udržení zdejšího nočního prostředí před světelným znečištěním. Memorandum nemá závazně pravní účinek.
Manětínská oblast tmavé oblohy zahrnuje tyto obce: Manětín, Nečtiny, Štichovice, Hvozd, Štědrá, Pšov, Bezvěrov, Krsy, Dražeň a Toužim (část katastru).

## Kvalita noční oblohy
Mléčná dráha je v Manětínské oblasti tmavé oblohy nápadná na první pohled. Mezní hvězdná velikost (nejslabší pouhým okem viditelné hvězdy) jsou slabší 6. hvězdné velikosti. Dále jsou zde viditelné i další jevy, např. zvířetníkové světlo, protisvit či airglow. Kvalita noční oblohy v MOTO lze ohodnotit stupěm 3 až 5 na Bortleově stupnici v závislosti na vzdálenosti od měst a na aktuálních meteorologických podmínkách. Nejodlehlejší místa oblasti patří k nejlepším místům v České republice, co se týče tmavosti oblohy. Zdejší kvalita noční oblohy je tedy srovnatelná s pohraničními horami a národními parky České republiky. Nejtmavší je severozápad oblasti, na jihovýchodě je velmi patrný vliv Plzně.

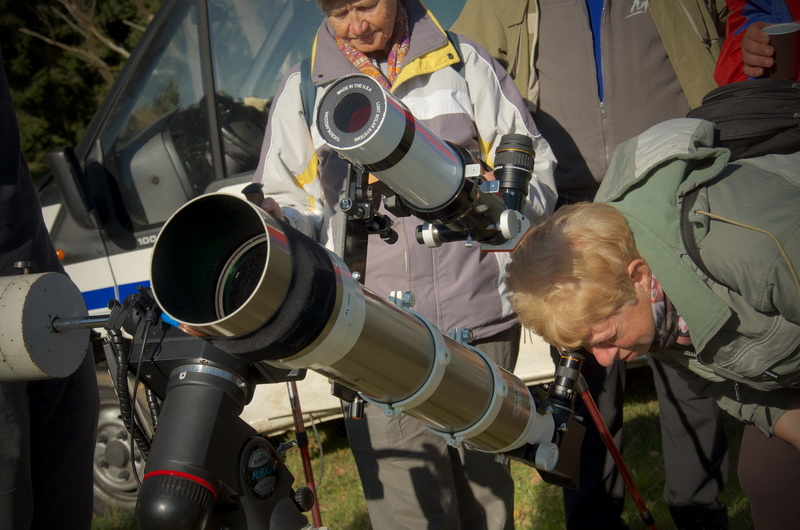
Pozorování Slunce v rámci akce pro veřejnost

Ačkoli je noční obloha v MOTO výrazně tmavší, než ve městech a jejich okolí, ani zde není přírodně tmavá. Vliv světelného znečištění z měst se táhne na desítky kilometrů daleko. V České republice se přírodně tmavá obloha již nenachází. A to ani na nejtmavších lokalitách. Nejvíce světelného znečištění pochází z měst mimo MOTO - Plzeň, Praha, Karlovy Vary, Toužim, Kaznějov.

## Další oblasti tmavé oblohy
Na území České republiky existují i další projekty oblastí tmavé oblohy:
- Beskydská oblast tmavé oblohy
- Jizerská oblast tmavé oblohy